# Panolicella nutans
Panolicella nutans är en mossdjursart som beskrevs av Jebram 1985. Panolicella nutans ingår i släktet Panolicella och familjen Panolicellidae. Inga underarter finns listade i Catalogue of Life.